# Musa Ramadani
Musa Ramadani (ur. 21 maja 1943 w Gnjilanem) – jugosłowiański oraz kosowski dramaturg, poeta, tłumacz, publicysta.

## Życiorys
W grudniu 1944 roku wraz z rodziną wyjechał wraz rodzicami z ogarniętego bitwami Gjilana między jugosłowiańskimi komunistami a albańskimi partyzantami z Balli Kombëtar do Prizrenu, gdzie Musa spędził wczesne dzieciństwo. Ukończył w Prizrenie studia filologiczne na Wyższej Szkole Pedagogicznej w Prizrenie.
Pod koniec 1965 roku rozpoczął działalność publicystyczną; był stałym korespondentem gazety Rilindja i jej redaktorem naczelnym; funkcje te pełnił do 2001 roku.

## Wybrana twórczość[3][2]
- Romani pa Kornizë (1977)
- Fluroma (1978)
- Zezona (1978)
- Ligatina (1983)
- Satana ma vodhi gurin e urtisë (1987)
- rapuesja e Prizrenit (1995)
- Antiprocesioni (1997)
- Inamor: 55 (2000)